# MCI WorldCom Indy 200 2000
MCI WorldCom Indy 200 2000 var ett race som var den andra deltävlingen i Indy Racing League 2000. Racet kördes den 18 mars på Phoenix International Raceway. Buddy Lazier tog hand om mästerskapsledningen efter att ha vunnit för första gången under säsongen. Scott Goodyear blev tvåa, med Donnie Beechler på tredje plats.

## Slutresultat
| Plats | Förare           | Team                     | Grid |
| ----- | ---------------- | ------------------------ | ---- |
| 1     | Buddy Lazier     | Hemelgarn Racing         | 26   |
| 2     | Scott Goodyear   | Panther Racing           | 7    |
| 3     | Donnie Beechler  | Cahill Racing            | 11   |
| 4     | Eliseo Salazar   | A.J. Foyt Enterprises    | 17   |
| 5     | Scott Sharp      | Kelley Racing            | 3    |
| 6     | Billy Boat       | Team Pelfrey             | 16   |
| 7     | Robbie Buhl      | Dreyer & Reinbold Racing | 9    |
| 8     | Stéphan Grégoire | Dick Simon Racing        | 12   |
| 9     | Al Unser Jr.     | Galles Racing            | 20   |
| 10    | Eddie Cheever    | Cheever Racing           | 8    |
| 11    | Jeff Ward        | A.J. Foyt Enterprises    | 13   |
| 12    | Jeret Schroeder  | Tri-Star Motorsports     | 5    |
| 13    | Sarah Fisher     | Walker Racing            | 21   |
| 14    | Ronnie Johncox   | McCormack Motorsports    | 18   |
| 15    | Tyce Carlson     | Hubbard-Immke Racing     | 6    |
| 16    | Mark Dismore     | Kelley Racing            | 2    |
| 17    | Sam Hornish Jr.  | PDM Racing               | 19   |
| 18    | Davey Hamilton   | TeamXtreme               | 10   |
| 19    | Greg Ray         | Team Menard              | 1    |
| 20    | Bobby Regester   | Truscelli Racing         | 23   |
| 21    | Niclas Jönsson   | Nienhouse Motorsports    | 25   |
| 22    | Airton Daré      | TeamXtreme               | 24   |
| 23    | Buzz Calkins     | Bradley Motorsports      | 15   |
| 24    | Robby McGehee    | Treadway Racing          | 4    |
| 25    | Doug Didero      | Mid-America Motorsports  | 23   |
| 26    | Jimmy Kite       | Blueprint Racing         | 14   |